# Cárcino
Cárcino (Καρκίνος, ca. 380 a. C. - 360 a. C.) fue un dramaturgo griego del siglo IV a. C. de Agrigento. Era hijo de Teodetes o de Jenocles, y nieto de Cárcino el Viejo. Es más que probable que se trate del que pasó la mayor parte de su vida en la corte de Dionisio II de Siracusa. Esta suposición concuerda con la de la Suda, según la cual Cárcino, hijo de Jenocles, habría vivido hacia el año 380 a. C. Se tiene conocimiento de que Dionisio alcanzó el poder en el 356 a. C.
Todas las tragedias atribuidas por los autores antiguos a Cárcino, probablemente le pertenecen. La Suda le hace autor de 160 tragedias, pero no se conocen más que los títulos y los fragmentos de nueve de ellas y algunos otros fragmentos de dramas indeterminados: Alopé, Aquiles, Tiestes, Sémele, Anfiarao Medea, Edipo, Tereo, y Orestes. En lo que concierne al estilo de las obras de Carcino, se habla habitualmente de Καρκίνου ποιήματα, expresión usualmente empleada para evocar una poesía oscura. Esta característica está confirmada por Ateneo, quien habla de oscuridad estudiada. Sin embargo, en los fragmentos existentes, apenas podemos discernir un rasgo de esta tendencia.
Desde 2004 se conoce un fragmento de papiro (Museo del Louvre inv. E10534) de música compuesta por él y que pertenecee a su tragedia Medea. Ha sido identificado de manera cierta porque contiene exactamente la frase citada por Aristóteles. Se compone de dos arias, la de Medea en primer lugar, luego la de Jasón, separadas por la intervención no cantada de un tercer personaje invitando a Jasón a matar a Medea. La originalidad de esta tragedia es que es víctima de un complot y no puede probar que no sea ella quien ha matado a sus hijos. Pretende que los ha confiado y que han desaparecido, pero que en ningún caso, habría matado «a los que [ella] trajo al mundo». Este papiro ha sido estudiado y presentado en la Academia de las inscripciones y lenguas antiguas por Annie Bélis. Aunque la grabación de esta obra sea aún inédita, es posible escuchar un extracto en el sitio web de l'Ensemble Kérylos.